# Cuesta del Ternero
Cuesta del Ternero es un paraje argentino ubicado en el departamento Bariloche, provincia de Río Negro. Está ubicado al este de El Bolsón, sobre la Ruta Provincial 6 a 25 km de la localidad de El Maitén. Pertenece a la Comarca andina del Paralelo 42 y posee una escuela rural y una minicentral hidroeléctrica de 140 kW de potencia.

## Geografía
Cuesta del Ternero se encuentra ubicada en las coordenadas 41°54′40″S 71°22′00″O / -41.91111, -71.36667, a unos 800 m s. n. m. Su clima es frío y húmedo, correspondiente con la Patagonia andina. Se encuentra en un valle, detrás del cerro Piltriquitrón, a orillas del arroyo Ternero, el principal afluente del río Quemquemtreu, que forma parte de la cuenca del río Puelo.el paraje ahora está abandonado debido  a los incendios de principio de 2022